# Ryan Button
Ryan Button (* 26. März 1991 in Edmonton, Alberta) ist ein deutsch-kanadischer Eishockeyspieler, der seit Juli 2025 bei den Augsburger Panthern aus der Deutschen Eishockey Liga (DEL) unter Vertrag steht und dort auf der Position des Verteidigers spielt. Zuvor war Button bereits für die Iserlohn Roosters, den EHC Red Bull München, mit denen er im Jahr 2018 die Deutsche Meisterschaft gewann, und Grizzlys Wolfsburg in der DEL aktiv.

## Karriere

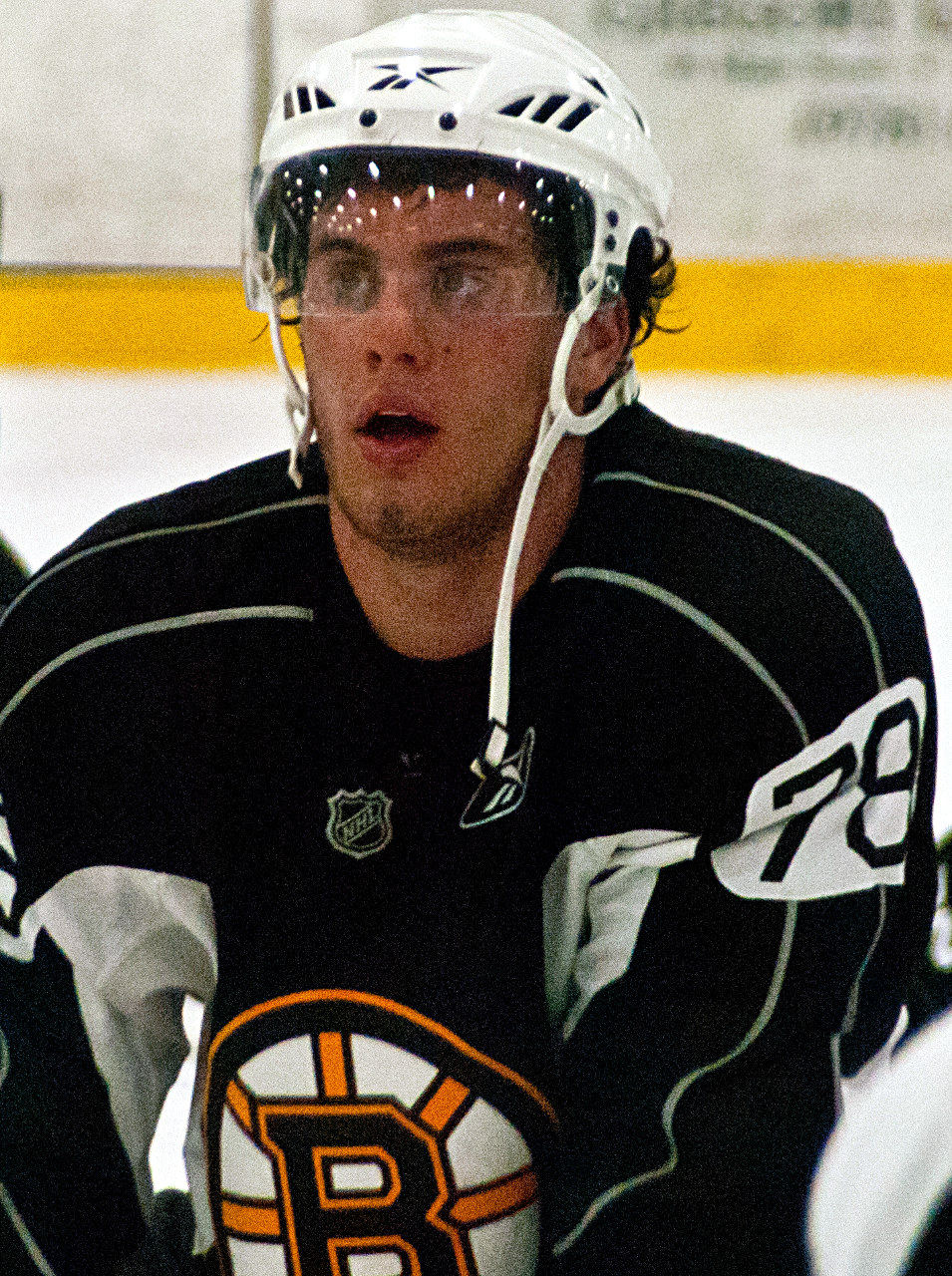
Button im Trainingslager der Boston Bruins (2011)

Ryan Button, dessen Großeltern in den 1950er-Jahren von Wuppertal nach Kanada auswanderten, begann mit dem Eishockeyspielen in seiner Heimatstadt Edmonton. Dort spielte er für verschiedene Nachwuchsmannschaften. In der Saison 2005/06 war Button in der Alberta Major Bantam Hockey League aktiv und schloss die reguläre Saison mit seiner Mannschaft als Punktbeste ab. In den Playoffs schied man jedoch frühzeitig aus. Im nächsten Jahr spielte er in der Alberta Midget Hockey League. Zur Saison 2007/08 wechselte Button in die Western Hockey League  (WHL) zu den Prince Albert Raiders. Dort erzielte er acht Scorerpunkte in 58 Spielen. In der nächsten Spielzeit steigerte er sich mit 37 Punkten in 70 Spielen deutlich und wurde anschließend beim NHL Entry Draft 2009 in der dritten Runde an 86. Stelle von den Boston Bruins ausgewählt. In der Saison 2009/10 verpasste Button zum dritten Mal in Folge die Qualifikation zu den Playoffs. Auch in der nächsten Spielzeit gehörte er zunächst zum Team der Raiders und zeigte gute Leistungen. Im Januar 2011 wurde Button zu den Seattle Thunderbirds transferiert. Mit seinem neuen Team verpasste er die Playoffs, während sich die Raiders zum ersten Mal seit 2007 qualifizieren konnten.
Anschließend gab Button im März 2011 sein Profidebüt für die Providence Bruins in der American Hockey League (AHL) und kam zu sieben Einsätzen. Im Mai 2011 unterschrieb er einen Dreijahresvertrag bei den Boston Bruins aus der National Hockey League (NHL). Diese setzten ihn in den Farmteams Providence Bruins aus der AHL und Reading Royals aus der ECHL ein. In der Saison 2012/13 kam Button aufgrund von Verletzungen und starker Konkurrenz im System der Boston Bruins nur zu 31 Spielen in der AHL und neun Spielen für die South Carolina Stingrays in der ECHL. Im Juli 2013 wurde er zusammen mit Tyler Seguin und Rich Peverley im Austausch für Loui Eriksson, Joe Morrow, Reilly Smith und Matt Fraser zu den Dallas Stars transferiert. Button spielte anschließend für die Texas Stars in der AHL und die Idaho Steelheads in der ECHL.
Nach der Saison 2013/14 erhielt er kein neues Vertragsangebot der Dallas Stars und unterschrieb im Juli 2014 einen Jahresvertrag bei den Iserlohn Roosters aus der Deutschen Eishockey Liga (DEL). Bis 2017 spielte er bei den Iserlohn Roosters, anschließend stand er für zwei Spielzeiten beim EHC Red Bull München unter Vertrag.  Seinen größten Erfolg feierte Ryan Button in der Saison 2017/18, als er mit dem EHC Red Bull München den Meistertitel in der Deutschen Eishockey Liga gewann. Bis zum Ende der Saison 2018/19 absolvierte er insgesamt 295 Partien in der DEL, in denen er 25 Tore und 87 Vorlagen erzielte. Hinzu kamen 21 Partien in der Champions Hockey League. In der Saison 2018/19 erreichte er mit München das Finale dieser Liga, in dem dieser dem Frölunda HC aus Göteborg unterlag. Nach der Saison 2018/19 lief sein Vertrag in München aus und Button entschied sich für einen Wechsel zu den Grizzlys Wolfsburg, wo er zunächst einen Zweijahresvertrag erhielt. In der Folge wurde der Vertrag insgesamt bis zum Sommer 2025 verlängert. Nach insgesamt sechs Spielzeiten in Wolfsburg, in denen der Verteidiger in den Jahren 2019 und 2021 jeweils Vizemeister geworden war, wechselte er innerhalb der DEL zu den Augsburger Panthern.

## Erfolge und Auszeichnungen
- 2018 Deutscher Meister mit dem EHC Red Bull München
- 2019 Deutscher Vizemeister mit dem EHC Red Bull München
- 2021 Deutscher Vizemeister mit den Grizzlys Wolfsburg

## Karrierestatistik
Stand: Ende der Saison 2024/25

### International
Vertrat Kanada bei:
- World U-17 Hockey Challenge 2008

(Legende zur Spielerstatistik: Sp oder GP = absolvierte Spiele; T oder G = erzielte Tore; V oder A = erzielte Assists; Pkt oder Pts = erzielte Scorerpunkte; SM oder PIM = erhaltene Strafminuten; +/− = Plus/Minus-Bilanz; PP = erzielte Überzahltore; SH = erzielte Unterzahltore; GW = erzielte Siegtore; 1 Play-downs/Relegation; Kursiv: Statistik nicht vollständig)